# Didgeridoo

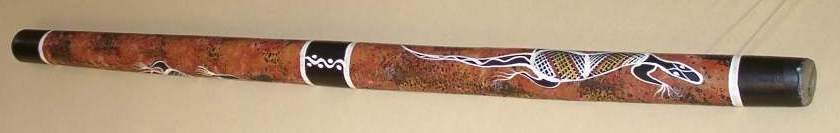
Didgeridoo, vermutlich aus Bambus, mit den typischen Merkmalen der Tourismusproduktion (u. a. standardisierte Malerei)

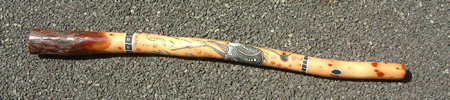
Didgeridoo aus Eukalyptus mit teilweise naturbelassenem Stamm und standardisierter Malerei

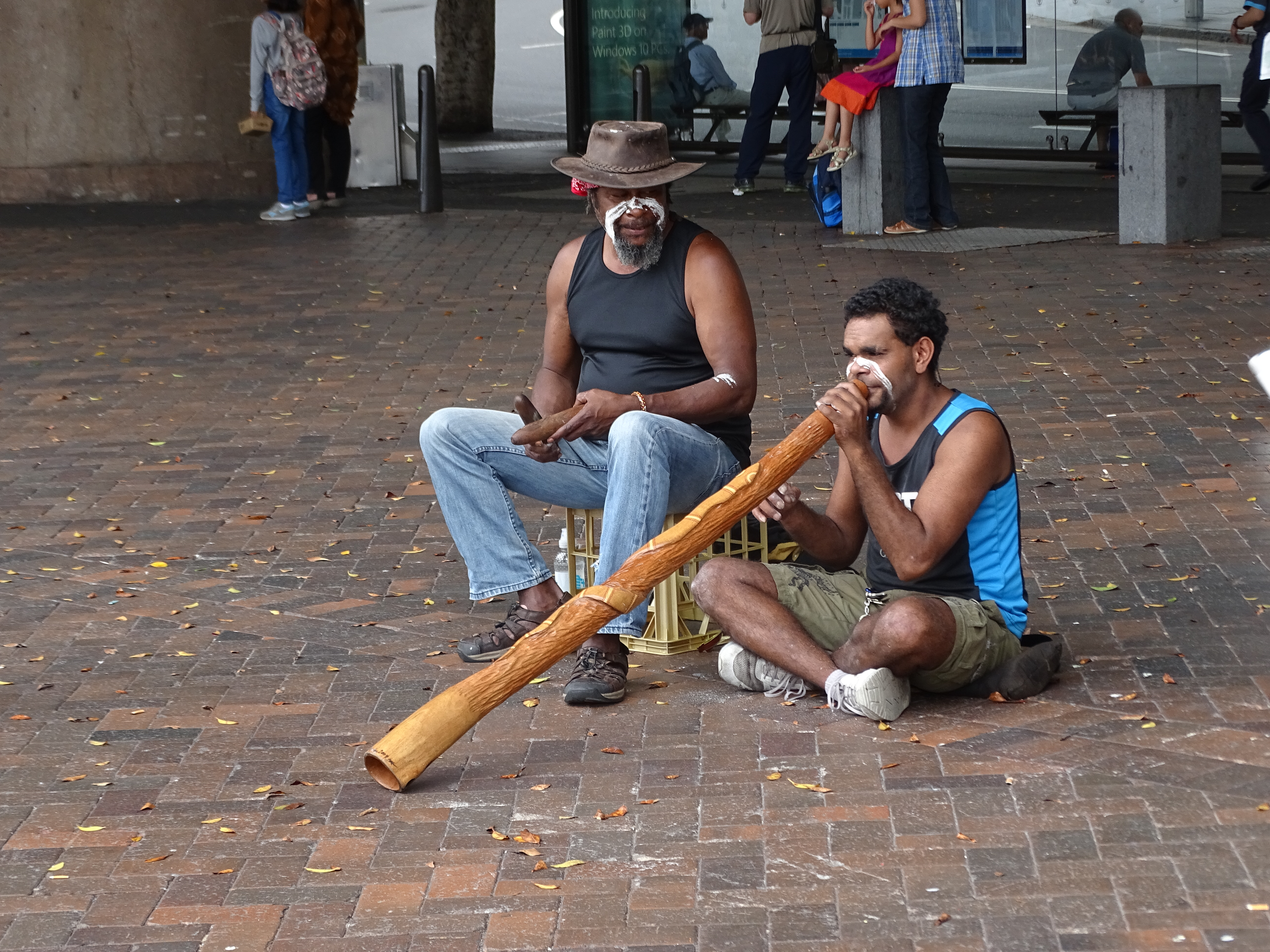
Didgeridoo-Spieler im Hafen von Sydney

Das Didgeridoo [ˌdɪdʒəɹiˈduː] ist ein obertonreiches Blasinstrument aus der Familie der Aerophone auf dem Tonerzeugungsprinzip der Polsterpfeife und gilt als traditionelles Musikinstrument der nordaustralischen Aborigines. Im traditionellen Zusammenhang wird es meistens aus einem von Termiten ausgehöhlten Stamm lokaler Eukalyptusarten gefertigt und dient als überwiegend rhythmisch eingesetztes Begleitinstrument für Gesänge und Tänze. Die klangliche und rhythmische Vielfalt entsteht durch Kombinationen aus Mundbewegungen, Atemtechnik und Stimmeffekten (s. u.), basierend auf einem in der Tonhöhe nur leicht variierten Grundton und überblasenen Tönen.
Die Bezeichnung didgeridoo (anglisierte Schreibweise für „Didjeridu“) geht vermutlich auf eine lautmalerische Nachahmung des Klanges oder einer auf diesem Instrument gespielten Rhythmusfolge zurück. Einheimische Spieler aus den Ursprungsgegenden verwenden gesprochene Silben, um Rhythmusfolgen zu üben oder zu internalisieren, die dabei entstehenden Wortgebilde enthalten alle phonetischen Eigenarten des Wortes. Einer anderen etymologischen Hypothese zufolge ist es eine Ableitung vom irischen dúdaire dúth (gesprochen dudscherreh duh). Die Bedeutung von dúdaire wird in verschiedenen Quellen mit „Rohr“, „Horn“, „Trompeter“, „Hornbläser“ oder „dröhnend“ angegeben. Dúth bedeutet „eingeboren“, „heimisch“ oder „vererblich“. Demnach könnte dúdaire dúth frei mit „Horn der Eingeborenen“ übersetzt werden.
Die einheimischen Namen variieren dem jeweiligen Gebiet und auch der Verwendung entsprechend, es gibt mindestens fünfzig davon, zum Beispiel: djalupu, djubini, ganbag, gunbarrk, gamalag, maluk, yirago, yiraki, yidaki und yedaki.
Instrumentenkundlich steht das Didgeridoo von der Art und Weise der Tonerzeugung (Lippen als Tongenerator, Röhren als Verstärker) den Blechblasinstrumenten nahe. Als einziges dieser Instrumente wird es auf dem Grundton, d. h. auf der ersten bzw. tiefsten schwingfähigen Frequenz (dem tiefsten spielbaren Ton) geblasen.

## Bauform
Das Didgeridoo besteht aus einem 1 m bis 2,50 m messenden Abschnitt eines Eukalyptusstammes, der von Termiten ausgehöhlt wurde. Die licht- und temperaturempfindlichen Termiten beschränken sich hierbei auf das extrem harte und trockene Kernholz des noch lebenden Baumes und meiden das Feuchtigkeit führende Splintholz, das für sie auch toxisch wirkt.
Aus einigen bisher sehr seltenen Hinweisen in Form von Malereien wird im Allgemeinen gefolgert, dass die ersten Instrumente aus dem leichter zu bearbeitenden Bambus bestanden. In einigen Fällen wurden auch Stämme des Pandanus-Baumes verwendet, dessen weicher Kern herausgearbeitet werden kann. Erst seit der Einführung von Metallwerkzeugen ist Eukalyptus das vorherrschende Material.

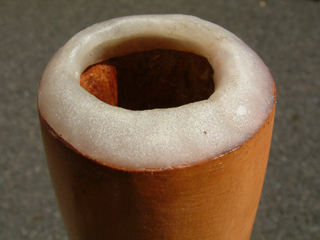
Mundstück

Das Mundstück besteht lediglich aus einem Wachsring zum Schutz der Lippen, der bei günstig gewachsenen oder gut verarbeiteten Instrumenten auch fehlen kann. Außerdem wird der natürlich vorgegebene Durchmesser des Holzrohres auf einen für den Spieler angenehmen Durchmesser verengt.
Vereinzelte Exemplare für besondere zeremonielle Funktionen sind aufwändig bemalt; diese Art der Bemalung wird inzwischen jedoch meistens speziell für den touristischen Verkauf angefertigt.
Auf Grund der einfachen Bauweise und des touristischen Wertes werden viele Didgeridoos inzwischen in rationalisierter Massenbauweise im außeraustralischen Ausland gefertigt, z. T. aus anderen Materialien wie z. B. Teakholz, Jackfruitholz (jeweils manuell aufgebohrt) und Bambus, u. a. auch in Indonesien, von wo aus sie auch nach Australien importiert werden.
Das Didgeridoo ist ein Aerophon. Ein wichtiges klangbildendes Element ist eine schwingende Luftsäule. Die Länge und Form dieser Luftsäule bzw. die Abfolge verschiedener Volumina, gebildet durch Verengungen, Aufweitungen, Fraßspuren etc., ist entscheidend für die Klangcharakteristik, die Tonhöhe und Spielbarkeit des Grundtones und der
überblasenen Töne des jeweiligen Instrumentes. Die physikalischen Grundlagen, die für die individuelle Klangcharakteristik eines Didgeridoos bestimmend sind, wurden in letzter Zeit hinreichend beschrieben, so dass inzwischen Simulationen und Analysen von Didgeridoos möglich sind. So haben die meisten traditionellen Instrumente, die heute in Benutzung sind oder von denen Tonaufzeichnungen existieren, Grundtonhöhen im Bereich von C-G#, dementsprechend eine Grundtonfrequenz von 65,41 bis 103,83 Hz. Auch in den modernen Spieltechniken werden diese Tonhöhen bevorzugt, wobei entsprechend den musikalischen Anforderungen, der bevorzugten Stilistik oder aus experimentellen Gründen auch Instrumente von F1 bis A im Frequenzbereich von 43,66 bis 110,00 Hz gespielt werden.
Bereits eine einfache zylindrische Röhre reicht für die grundsätzliche, didgeridootypische Klangbildung aus. Daher kann der Klangeffekt des Didgeridoos genauso aus Röhren erzeugt werden, die aus einem anderen Material gefertigt sind, wie Pappe, Glas, aus Kunststoffen (z. B. zurechtgeschnittene oder mit aufgesteckten Erweiterungen versehene Plastikrohre aus dem Baumarkt) oder Faserverbundstoffen (GFK) u. ä. Die Härte und Schwingfähigkeit des Materials beeinflusst hierbei die Klangqualität.
Vielfach können auch andere Instrumente aus der Familie der Blechblasinstrumente mit tiefen Tönen mit didgeridoo-typischen Techniken gespielt werden, z. B. Tuba, Posaune, Alphorn. Da hier aber nicht der Grundton angespielt wird, ist das Obertonspektrum sehr viel schwächer ausgeprägt. Steckbare Alphörner können nach Entfernung des obersten Abschnittes brauchbare Didgeridoos ergeben.
Gelegentlich wird darauf hingewiesen, dass auch an anderen Orten weltweit Naturhörner didgeridooähnlich gespielt wurden, schlüssige Nachweise dafür sind jedoch problematisch. Insbesondere jedoch die Lure und die noch älteren irischen Hörner (Dords) haben ein Klangpotential, das eher auf sanftes, grundtonbezogenes Obertonspiel mit didgeridoo-ähnlichen Techniken denn auf die bisher vorausgesetzte trompetenartige Verwendung hinzuweisen scheint.
Trotz ihrer rein optischen und klanglichen Ähnlichkeit werden tibetische Langposaunen, afrikanische Kuhhorn- und Holztrompeten sowie papuanische Bambus-Langflöten nicht mit didgeridooähnlichen Techniken gespielt. Entscheidend ist hierbei auch, dass diese Instrumente nicht auf dem Grundton gespielt werden.

## Spieltechnik

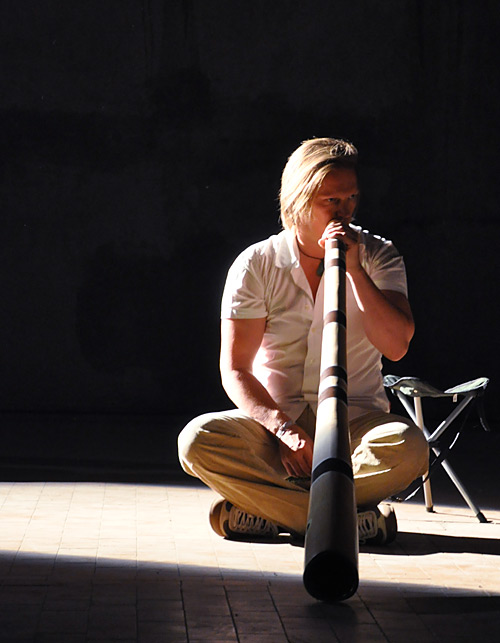
Didgeridoospieler

Das Didgeridoo wird mit „flatternden“ Lippen sanft angeblasen. Die Lippenkontrolle ist für die Kraft und Dynamik des Grundtones entscheidend, weniger die Luftmenge oder Anblasstärke.
Klangveränderungen entstehen durch:
- Sprachähnliche Artikulationen (Verschlusslaute wie d, t, k, g und andere, Zungenroller wie r und vokalartige Töne wie a, e, i, o, u…) und das geht so weit, dass ganze Wörter (z. B. „Didgeridoo“) oder Laute ins Didgeridoo „gesprochen“ werden (z. B. „Tiki Taki Wöö Wää“ oder „Uäckädu!“), eine häufig benutzte Methode, um sich Didgeridoo-Melodien zu merken.
- Verengungen des Mundraumes (Zunge, Wangen, Unterkiefer), (lautmalerisch in etwa beschreibbar als „wok“ oder „wik“, und andere). Alle Varianten bei der Bildung eines Gummi- resp. Fratzengesichtes haben akustisch einen Einfluss.
- Veränderung des Anblasdruckes in Verbindung mit instrumenteneigenen Resonanzen: Erhöhung/Erniedrigung des Grundtones, überblasene Töne (auch Trompetentöne oder „Toot“ genannt), resonierende Zungenschläge
- Bewegung des Kehlkopfes (auf- und abwippen)
- Einsatz der eigenen Stimme zum Erzeugen eigener Ton und Rhythmuselementen (zum Beispiel ein lauter Schrei).
- Mit der eigenen Stimme kann ein Ton ins Didgeridoo gesungen werden, der sich vorzugsweise in der Nähe der Grundtonfrequenz des Didgeridoos befindet. Dadurch wird physikalisch eine „Schwebung“ erzeugt, die hörbar ist durch einen rauen, leicht knatternden Ton.

Die pittoreske Nachahmung von Tiergeräuschen (Dingobellen, Kängurusprünge, das Lachen des Kookaburra u. ä.) wird gelegentlich dem Kontakt mit Weißen zugeschrieben, die die tierimitierenden Elemente innerhalb traditioneller Rhythmen ohne ausreichende Vorbildung nicht wahrnehmen können.
Durch die Technik der Zirkularatmung können die Klangelemente ohne Atempause nahtlos aneinandergefügt werden. Bei der Zirkularatmung wird die Luft aus dem Mundraum herausgedrückt, während durch die Nase eingeatmet wird.
Das Didgeridoo wird traditionell meistens sitzend oder hockend gespielt, wobei das Ende am Boden aufliegt. Oft klopft der Bläser mit den Fingern oder mit einem Klangstab (Clapstick oder bilma) rhythmische Figuren dazu.
Obwohl durch die Kombinationen aus Stimme und Obertönen bewusst melodische Elemente eingesetzt werden, ist das Didgeridoo in erster Linie ein Rhythmusinstrument.
In den moderneren, westlichen Interpretationen wird das Instrument oft in Form von langgezogenen, meditativen Phrasierungen eingesetzt, auch haben sich im Zusammenhang mit der westlichen Musikkultur eine Vielzahl von Klangtechniken eingebürgert, die die Verwendung in modernen Musikrichtungen erlauben. So wird das Didgeridoo beispielsweise als Borduninstrument eingesetzt, über dessen Bordunton andere Instrumente Melodien legen.

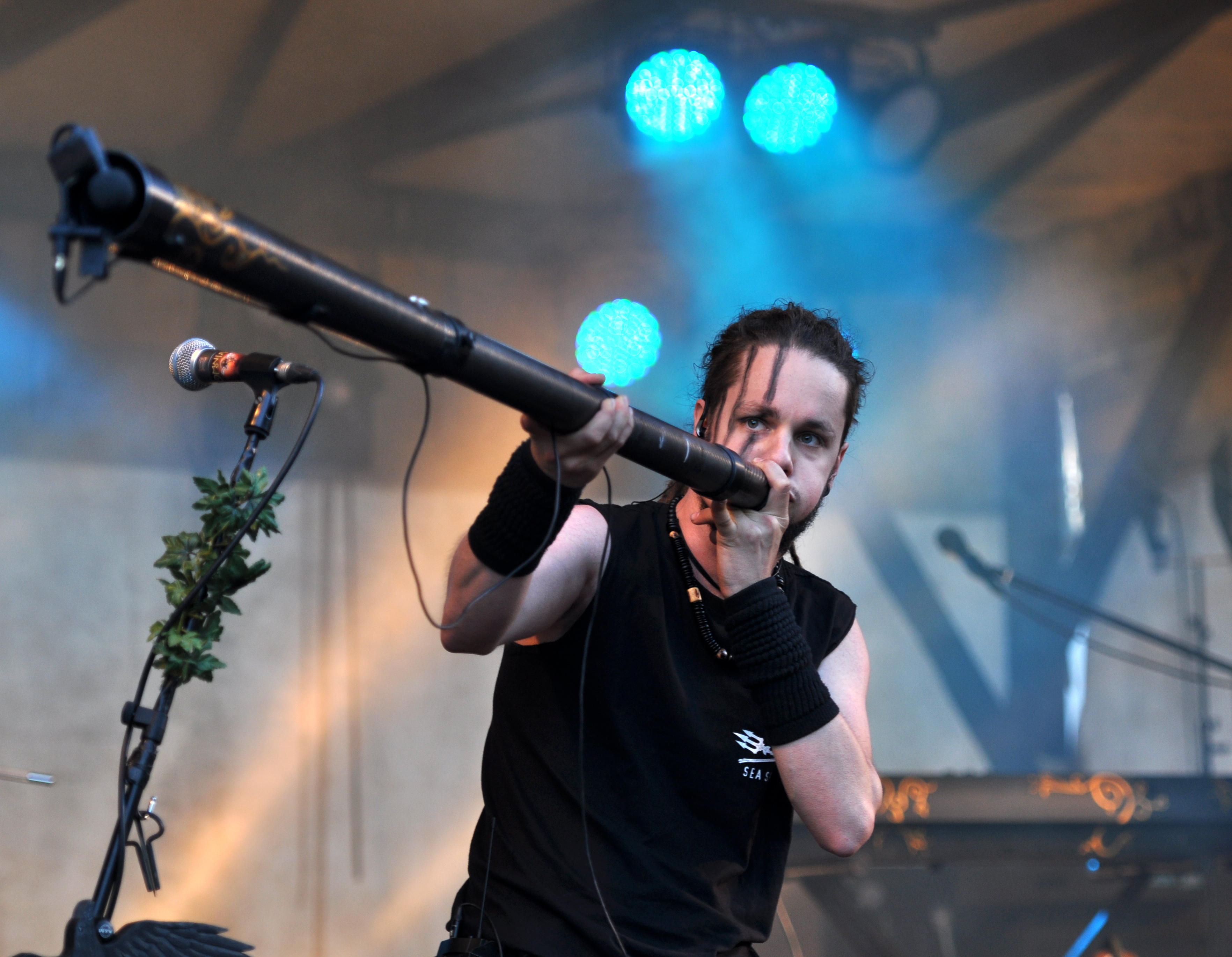
Slideridoo, gespielt von Daphyd von der Band Omnia

Ebenfalls in der modernen westlichen Musikkultur gibt es ein didgeridooähnliches Instrument, das aus zwei teilweise ineinander geschobenen, gegeneinander beweglichen Röhren besteht, wodurch die Tonhöhe beim Spiel stufenlos verändert werden kann. Gespielt wird dieses Instrument ansonsten wie ein Didgeridoo, wobei das untere Ende des Instruments allerdings nicht fest aufgelegt werden darf, um die Beweglichkeit zu erhalten. Die Erfindung dieses Slideridoo, Slide-Didgeridoo oder Didjeribone genannten Instruments wird Charlie McMahon zugeschrieben.

## Herkunft, Verbreitung und Verwendung

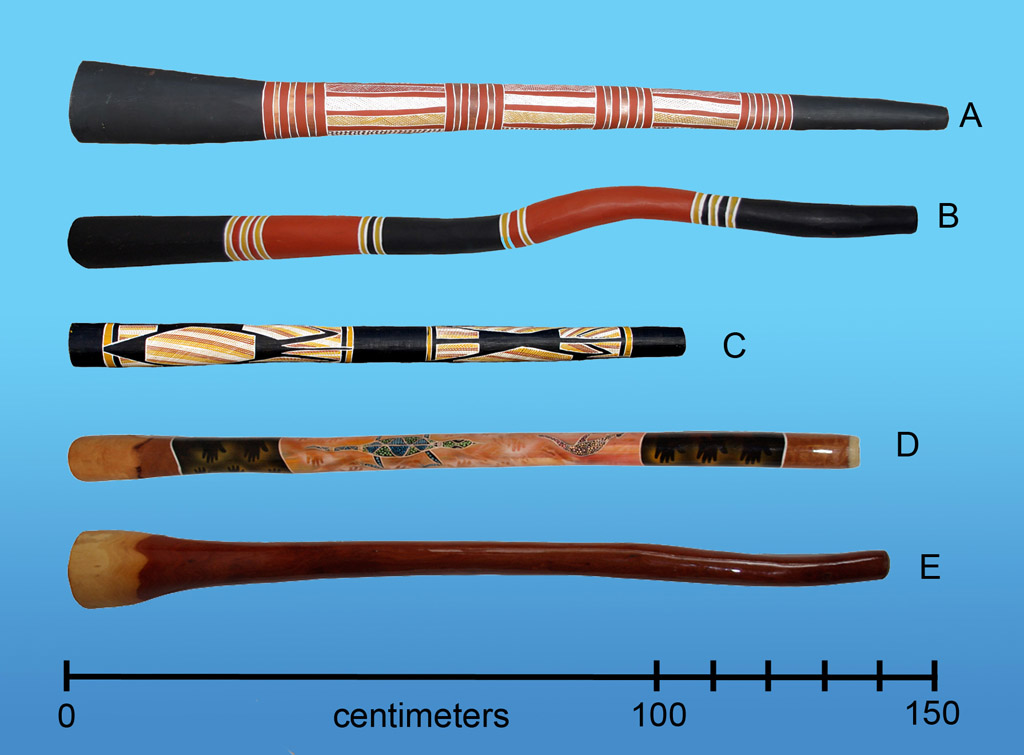
A: Authentisches traditionelles Didgeridoo (auch yidaki oder mandapul genannt)
B: Authentisches traditionelles Didgeridoo (auch yidaki oder mandapul genannt)
C: Authentisches traditionelles Didgeridoo (auch mago genannt)
D: Kein traditionelles Didgeridoo
E: Kein traditionelles Didgeridoo

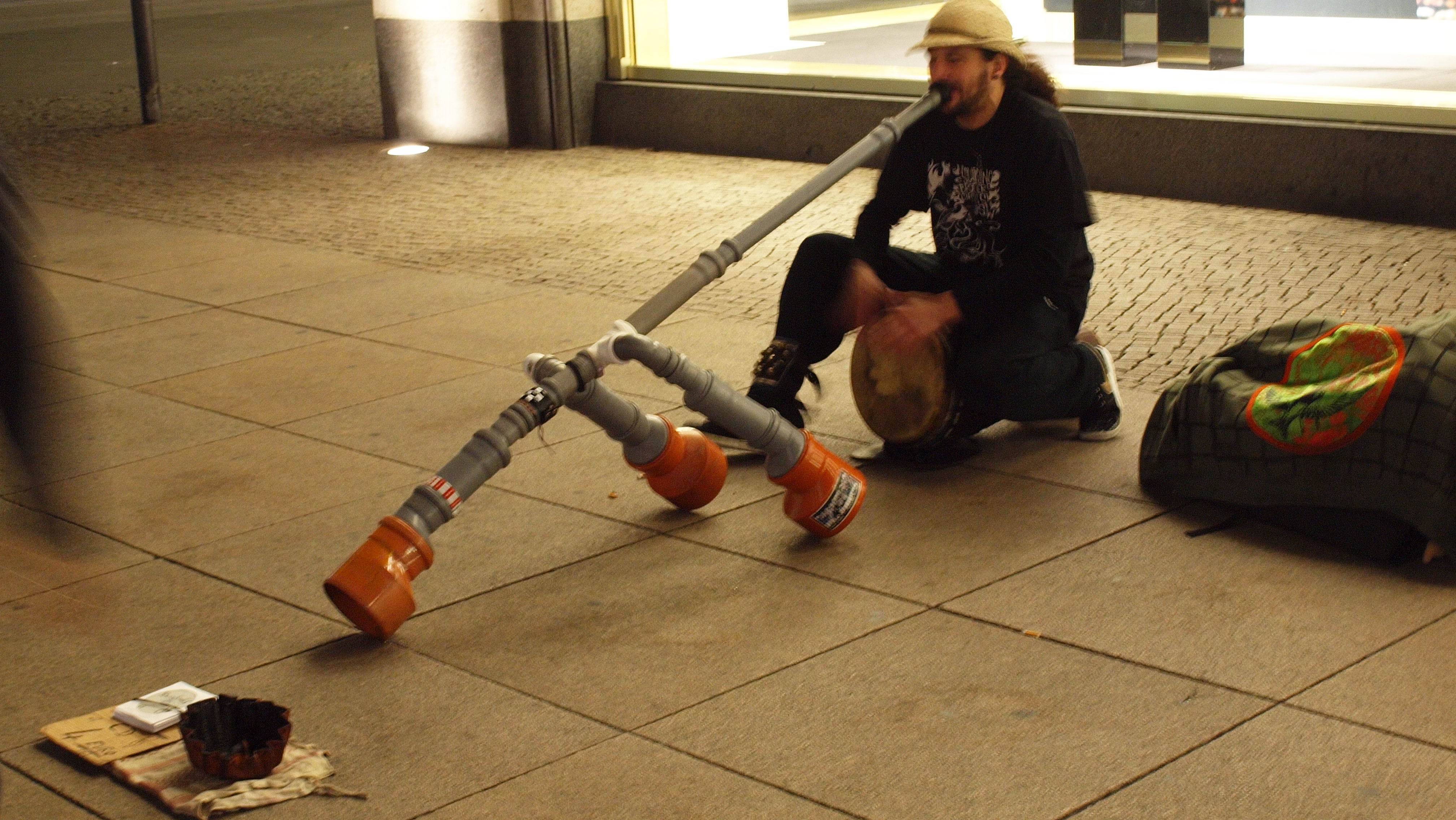
Didgeridoospieler in Berlin mit Instrument aus Abwasserrohren

Inzwischen geht man davon aus, dass dieses Instrument zunächst nur im äußersten Norden von Australien, in Arnhemland, gespielt wurde. Die ersten derzeit bekannten Hinweise für das Vorkommen des Didgeridoos sind ungefähr 2500–3500 Jahre alte Felsmalereien. Ob das Instrument davor schon bekannt war, lässt sich nur spekulieren. In den Vorstellungen der Yolngu soll das Schöpfungswesen Ganbulabula aus der Traumzeit das Didgeridoo geschaffen und dem Clan der Gumatj auf dem Platz des heutigen Garma-Kulturfestivals übergeben haben. Äußerungen aus der Aboriginal-Mythologie, die das Instrument auf den „Anbeginn der Zeit“ datieren, sind die Ursache für Altersspekulationen von über 40.000 Jahren.
Als das primäre Musikinstrument im nördlichen Aborigine-Kulturkreis wird das Didgeridoo traditionell für jede Form von Musik eingesetzt, von Kinderliedern über sogenannte „offene“ Zeremonien bis hin zu geheim-heiligen Ritualen, deren Einhaltung die Existenz des Landes oder Lebens sichern sollen.
Daher wird das Didgeridoo bereits im Kindesalter von Jungen und vielfach auch den Mädchen spielerisch erforscht. Bei Erreichen der Pubertät verändern sich die Aufgabenbereiche der Geschlechter und die Mädchen beenden das Spielen. Es ist jedoch bekannt, dass gelegentlich Frauen bei Abwesenheit eines entsprechend ausgebildeten männlichen Spielers einspringen.
Entgegen der landläufigen Wahrnehmung wird das Didgeridoo überwiegend zur Begleitung des Gesanges eingesetzt und wird nur zu Übungszwecken solierend gespielt.
Von Arnhemland aus fand es wohl zu Beginn des 20. Jahrhunderts seinen Weg in die Kimberleys, und nach 1950 verbreitete es sich über den gesamten Kontinent. Mit dem Aufkommen der New-Age-Musik begannen zahlreiche Musiker in aller Welt, sich für dieses Naturinstrument und seinen sonoren, beruhigenden Klang zu interessieren. Das Didgeridoo wird inzwischen vielfach auch im Techno und im Pop/Dance-Bereich genutzt.
Der Aborigines-Rockband Yothu Yindi (aus Arnhemland) gelang 1988 mit der CD „Homeland Movement“ der Durchbruch und 1992 mit der Dance-Version von „Treaty“ sogar ein Welterfolg.
Stilistisch in Rock und Pop einzuordnen, hat ihre Musik die typischen traditionellen Inhalte (Überlieferung) sowie politische Tendenzen. Sie sind eine der wenigen Bands, die das Didgeridoo mit traditioneller Spielweise in moderne Musik einbinden. Weitere Bands dieser Art sind Blekbala Mujik, Narbalek und die Saltwater-Band. Mit der steigenden Popularität der traditionellen Musikrichtungen Arnhemlands werden immer mehr traditionelle Musiker bekannt, allen voran die Spieler im Umkreis von Yothu Yindi und deren Familien, zum Beispiel der Didgeridoobauer Djalu Gurruwiwi sowie dessen Sohn Larry oder Milkayngu Mununggurr.
Einer der erfolgreichsten Vertreter eines modernen Stiles ist der Aborigine-Musiker David Hudson, der seit Ende der 1980er weltweit Erfolge als Solist feiert.
Andere zeitgenössische australische Musiker mit CD-Veröffentlichungen sind Alan Dargin, der das Instrument unter anderem auch in der Sendung mit der Maus und bei der Australien-Serie des deutschen Showmasters Joachim Fuchsberger demonstrierte, Janawirri Yiparrka und Ash Dargan, sowie aus der weißen Bevölkerung Ganga Giri, Si Mullumby, Phil Conyngham, Paul Taylor und Andy Holm.
Die wohl bekannteste westliche (nicht-australische) Formation, die das Didgeridoo in ihrer Musik einsetzt, ist die britische Pop-Band Jamiroquai. Weitere westliche Musikgruppen bzw. Künstler, die das Didgeridoo verwenden, sind beispielsweise Graham Wiggins (aka Dr. Didge) und Stephen Kent.
Ein ähnlich klingendes, traditionelles Blasinstrument aus einer Bambusröhre ist auf der indonesischen Insel Java als gong tiup oder gong sebul bekannt.

## Mythos
Dem Didgeridoo wird von Außenstehenden aufgrund seiner Form oft eine phallische Symbolik zugewiesen und es gibt entsprechende Erzählungen hierzu. In der Traumzeit der Aborigines hat dies jedoch nach R. Lewis keinen Platz, sondern die vom Didgeridoo erzeugten Töne werden als die Vibrationen der mystischen Regenbogenschlange interpretiert, die sie erzeugte, als sie auf ihrem Weg aus dem Ozean den australischen Kontinent mit seinen Bergen und Tälern formte. Die Regenbogenschlange wird dabei als Symbol der Weisheit interpretiert.

## Medizinischer Aspekt
Das Musizieren mit dem Didgeridoo ist ein ausgezeichnetes Training für Hals-, Mund- und Atemmuskulatur. Es gibt Hinweise, dass sich das weit verbreitete Schlafapnoe-Syndrom (nächtliche Atemstillstände) dadurch bessern kann. Weiterhin besteht die Möglichkeit, dass das Spielen des Didgeridoos das Schnarchen mindern kann.